# Romuald Myga
Romuald Krzysztof Myga (ur. 1 stycznia 1947 w Katowicach) – polski samorządowiec, w latach 1990–1998 prezydent Knurowa.
Po wprowadzeniu stanu wojennego został internowany na podstawie art. 42 dekretu z dnia 12 grudnia 1981 roku jako osoba występująca „aktywnie przeciwko PZPR”. W czasie internowania przebywał w zakładzie karnym w Jastrzębiu–Szerokiej oraz w ośrodku odosobnienia w Uhercach. W 2015 roku odznaczony Krzyżem Wolności i Solidarności. Znany z antysemickich wypowiedzi.